# Upogebia shenchiajuii
Upogebia shenchiajuii is een tienpotigensoort uit de familie van de Upogebiidae. De wetenschappelijke naam van de soort is voor het eerst geldig gepubliceerd in 1931 door Yu.